# Agastache parvifolia
Agastache parvifolia là một loài thực vật có hoa trong họ Hoa môi. Loài này được Eastw. mô tả khoa học đầu tiên năm 1940.